# Anse-Bertrand
Pour les articles homonymes, voir Anse et Bertrand.
Anse-Bertrand (en créole guadeloupéen : Lansbétran) est une commune française située dans le département de la Guadeloupe.

## Géographie

### Localisation

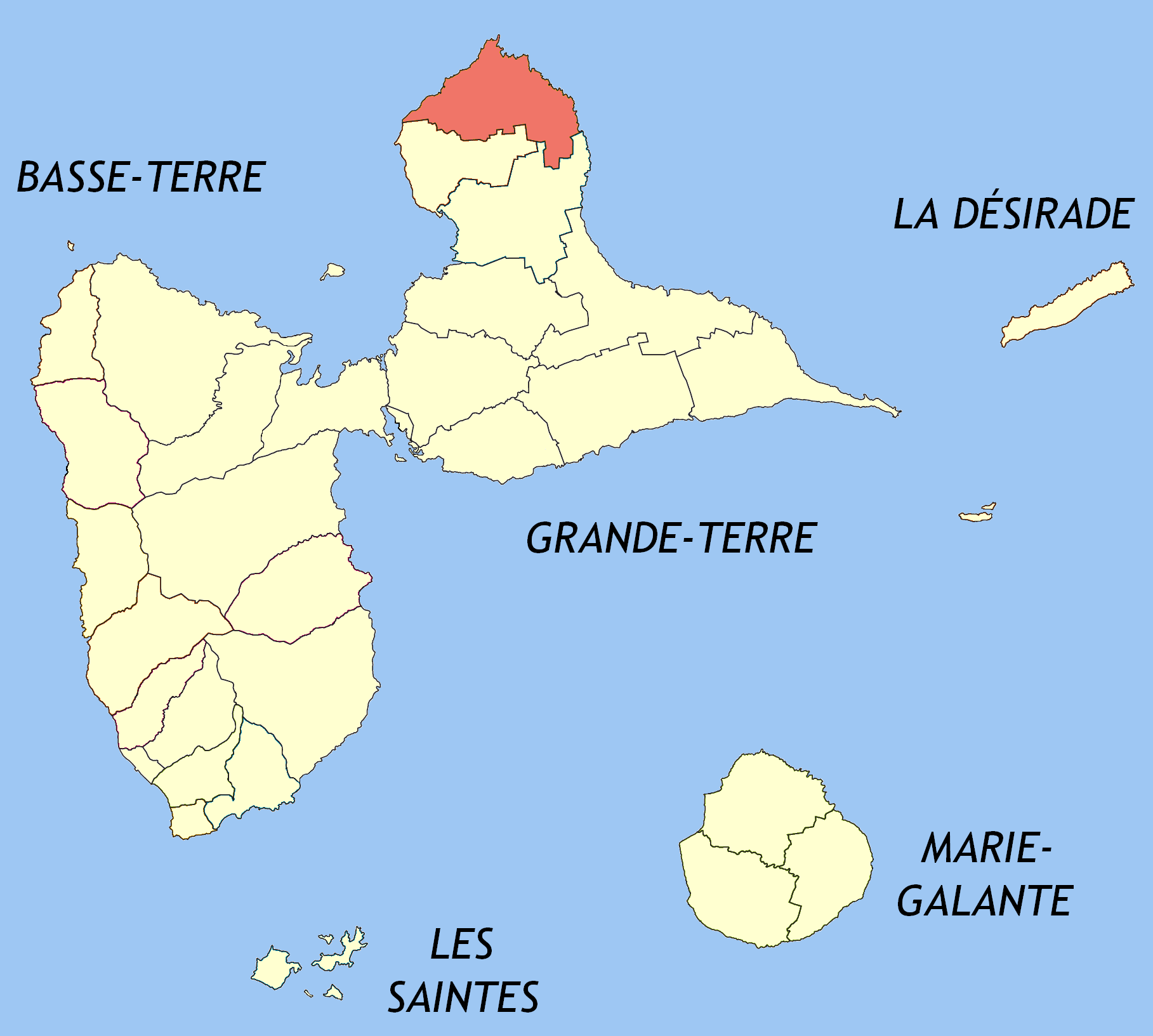
En rouge le territoire communal de la commune d'Anse-Bertrand.

S'étendant sur 62,5 km2 de superficie totale, la commune d'Anse-Bertrand est située à l'extrême nord de la Grande-Terre. Les communes limitrophes sont Port-Louis et Petit-Canal.
| Mer des Caraïbes |               | Océan Atlantique |
|                  | Anse-Bertrand |                  |
| Port-Louis       |               | Petit-Canal      |

## Urbanisme

### Typologie
Anse-Bertrand une commune rurale,. Elle fait en effet partie des communes peu ou très peu denses, au sens de la grille communale de densité de l'Insee,. Elle appartient à l'unité urbaine d'Anse-Bertrand, une unité urbaine monocommunale de 4 232 habitants en 2022, constituant une ville isolée,.
Par ailleurs la commune fait partie de l'aire d'attraction des Abymes, dont elle est une commune de la couronne. Cette aire, qui regroupe 18 communes, est catégorisée dans les aires de 200 000 à moins de 700 000 habitants,.
La commune, bordée par la mer des Caraïbes à l'ouest et par l'océan Atlantique à l'est, est également une commune littorale au sens de la loi du 3 janvier 1986, dite loi littoral. Des dispositions spécifiques d’urbanisme s’y appliquent dès lors afin de préserver les espaces naturels, les sites, les paysages et l’équilibre écologique du littoral, par exemple le principe d'inconstructibilité, en dehors des espaces urbanisés, sur la bande littorale des 100 mètres, ou plus si le plan local d’urbanisme le prévoit,.

### Lieux-dits et hameaux
Les lieux-dits d'Anse-Bertrand sont Beaufond, Bellevue-Rouillère, la Berthaudière, Budan, Cadoue, Campèche, la Chapelle, Coquenda, Desbonnes, Fond-Rose, Guéry, Haut-de-la-Montagne, Macaille, Mahaudière, Marie-Thérèse, Massioux, Pavillot, les Portlands, Pressec, Saint-Jacques et Sans-Fenêtre.

## Toponymie
Appelé autrefois « Anse de Saint Bertrand », Le nom de la commune provient de l'Anse-Bertrand, où s'est implanté le bourg. Outre son titre d’anse, qui correspond à la forme de ses contours, son nom proviendrait du prénom du premier pêcheur venu s'installer dans la commune, Bertrand Patternait[source insuffisante].

## Histoire
Pour un article plus général, voir Histoire de la Guadeloupe.

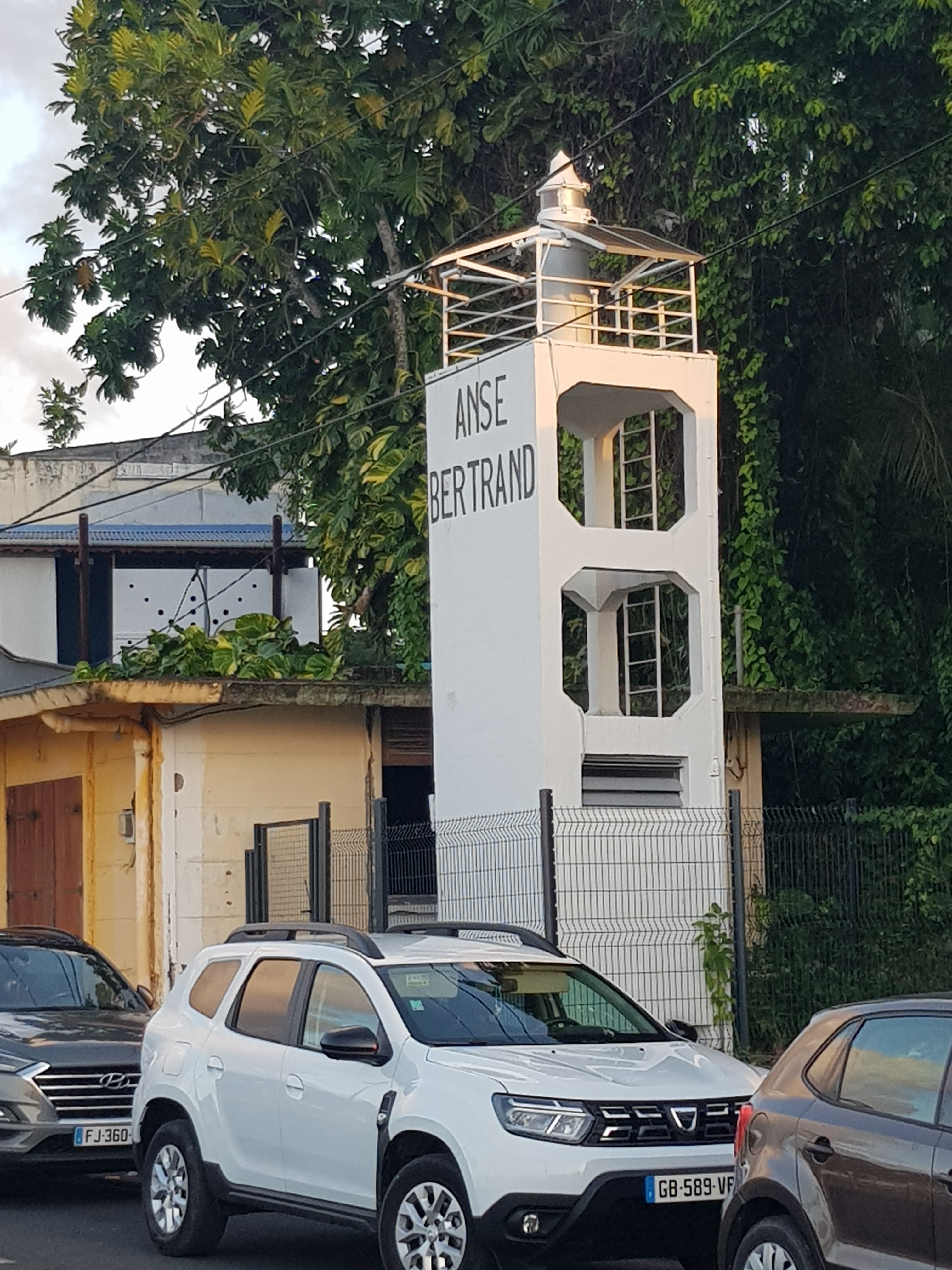
Phare de Anse-Bertrand

Une lame sur coquille qui y a été découverte montre que le site est habité depuis 1500 avant J-C. par les mésoindiens.
Le village fut le lieu de refuge des Indiens caraïbes qui fuyaient les premiers colons. En 1660, le gouverneur Charles Houël, lors du traité de Basse-Terre, laissa aux derniers Caraïbes cette région la moins fertile de l'archipel : quelque 2 000 hectares entre la pointe de la Grande Vigie et la pointe des Châteaux. En 1730, il ne restait que 76 Caraïbes sur ce territoire. En 1825, seules sept familles étaient encore présentes, localisées à l'anse du Petit-Portland. Un article de journal de 1855 évoque les « derniers sauvages » réfugiés aux Fonds Caraïbes de l'Anse-Bertrand. En 1882, un groupe de quinze personnes et leurs familles, descendants des Caraïbes d’Anse-Bertrand, revendiquent 200 hectares à l’extrême nord de la Grande-Terre. Leur pétition envoyée aux autorités est le dernier acte de revendication des Amérindiens.
Peu à peu, les descendants des Caraïbes cédèrent leurs terres aux colons venus y cultiver la canne à sucre et le coton. C'est ainsi qu'en 1790, étaient recensées douze cotonneries, vingt-quatre moulins à vent et vingt-une sucreries. C'est dans l'une d'entre elles, l'habitation La Mahaudière (du nom de son propriétaire Douillard Mahaudière) qu'eut lieu l'un des plus célèbres procès de l'histoire de la Guadeloupe, opposant en 1840 ce planteur à Lucile, une esclave accusée d'avoir empoisonné sa maîtresse.
L'histoire de la commune d'Anse-Bertrand est donc caractérisée par une colonisation tardive et par la lenteur de son détachement du quartier de Port-Louis détachement qui ne sera réalisé qu'en 1737.
Si la culture de la canne a toujours été présente, celle du coton a été bien plus importante tout au long du XVIIIe siècle. Le siècle suivant est en revanche celui du sucre, si bien qu'en 1835, 73 % des surfaces cultivées sont consacrées à cette culture. La faible productivité des terres conduit une partie des habitations de la commune à faire broyer ses cannes aux usines Bellevue et Beauport vers 1865, situées sur le territoire de la commune voisine de Port-Louis. À la fin du XIXe siècle, l'usine de Beauport rachète la majorité des terres sucrières de la commune et domine l'économie locale jusqu'à sa cessation d'activité en 1990.
Anse-Bertrand fut un site d'observation privilégié de l'éclipse solaire du 26 février 1998.

## Politique et administration
Anse-Bertrand est régie par la Loi littoral (97121).

### Rattachements administratifs et électoraux
La commune appartient à l'arrondissement de Pointe-à-Pitre et au canton de Petit-Canal depuis le redécoupage cantonal de 2014. Avant cette date, elle était le chef-lieu du canton d'Anse-Bertrand.
Pour l'élection des députés, Anse-Bertrand fait partie depuis 1988 de la deuxième circonscription de la Guadeloupe.

### Intercommunalité
Depuis 2014, Anse-Bertrand appartient à la communauté d'agglomération du Nord Grande-Terre (CANGT), dans laquelle elle est représentée par trois conseillers.

### Liste des maires
| Période                                  | Période                          | Identité                                     | Étiquette         | Qualité |
| ---------------------------------------- | -------------------------------- | -------------------------------------------- | ----------------- | --- |
| 1935                                     | 1941                             | Fernand Balin                                | PRRRS             | |
| 1941                                     | 1943                             | Maire nommé par le gouverneur Constant Sorin |                   | |
| 1945                                     | mars 1965                        | Fernand Balin                                | Rad.Soc. puis RPF | Conseiller général du canton d'Anse-Bertrand (1955 → 1967)                                                                                      |
| mars 1965                                | juin 1995                        | José Moustache                               | RPR               | Professeur de collège Député de la 1re circonscription de la Guadeloupe (1978 → 1981) Président du conseil régional de Guadeloupe (1983 → 1986) |
| juin 1995                                | mars 2001                        | Alfred Dona-Érié                             | DVG               | Professeur de mathématiques Conseiller général du canton d'Anse-Bertrand (1998 → 2004)                                                          |
| mars 2001                                | avril 2006                       | José Moustache                               | RPR puis UMP      | Professeur de collège |
| juin 2006                                | mars 2014                        | Alfred Dona-Érié                             | DVG               | Professeur de mathématiques |
| mars 2014                                | en cours réélection en juin 2020 | Édouard Delta                                | DVD               | Pharmacien 4e vice-président de la CA du Nord Grande-Terre (2014 → )                                                                            |
| Les données manquantes sont à compléter. |                                  |                                              |                   | |

### Politique de développement durable
La commune a engagé une politique de développement durable en lançant une démarche d'Agenda 21 en 2010.

### Jumelages
- Columbus (États-Unis) depuis novembre 1994[réf. nécessaire].

## Population et société

### Démographie
L'évolution du nombre d'habitants est connue à travers les recensements de la population effectués dans la commune depuis 1961, premier recensement postérieur à la départementalisation de 1946. À partir de 2006, les populations de référence des communes sont publiées annuellement par l'Insee. Le recensement repose désormais sur une collecte d'information annuelle, concernant successivement tous les territoires communaux au cours d'une période de cinq ans. Pour les communes de moins de 10 000 habitants, une enquête de recensement portant sur toute la population est réalisée tous les cinq ans, les populations de référence des années intermédiaires étant quant à elles estimées par interpolation ou extrapolation. Pour la commune, le premier recensement exhaustif entrant dans le cadre du nouveau dispositif a été réalisé en 2007.

En 2022, la commune comptait 4 232 habitants, en évolution de −7,56 % par rapport à 2016 (Guadeloupe : −2,67 %, France hors Mayotte : +2,11 %).
| 1961  | 1967  | 1974  | 1982  | 1990  | 1999  | 2006  | 2007  | 2012  |
| ----- | ----- | ----- | ----- | ----- | ----- | ----- | ----- | ----- |
| 5 000 | 5 136 | 4 653 | 4 570 | 4 800 | 5 023 | 4 751 | 4 712 | 5 045 |

| 2017  | 2022  | - | - | - | - | - | - | - |
| ----- | ----- | - | - | - | - | - | - | - |
| 4 275 | 4 232 | - | - | - | - | - | - | - |

### Enseignement
Comme toutes les communes de l'archipel de la Guadeloupe, Anse-Bertrand est rattachée à l'Académie de la Guadeloupe. La ville possède sur son territoire deux écoles maternelles (Adela-Deschamps et Campeche) et trois écoles primaires (Guéry, Macaille et Massioux). En ce qui concerne l'enseignement secondaire, la ville accueille le collège Fernand-Balin tandis que le lycée le plus proche est le lycée d'enseignement général et professionnel Nord-Grande-Terre à Port-Louis.

### Équipements culturels et sportifs
Les équipements sportifs sont l'hippodrome Saint-Jacques (qui sert également de centre de réunions), le seul de la Guadeloupe, et le stade municipal Lilian Thuram. Ils accueillent les clubs sportifs :
- US Ansoise, football
- UVN (Union vélocipédique du Nord), cyclisme
- Trace du Grand Cul-de-sac marin

## Économie
L'économie de la commune repose sur l'agriculture et plus particulièrement sur la culture de la canne à sucre. Elle présente encore de nombreux aspects de ce riche passé dont on peut voir les traces à travers les divers moulins à vent épars sur le territoire de la commune, tel celui de l'habitation La Mahaudière. Un parc éolien est installé à la Mahaudière.

## Culture locale et patrimoine

### Lieux et monuments

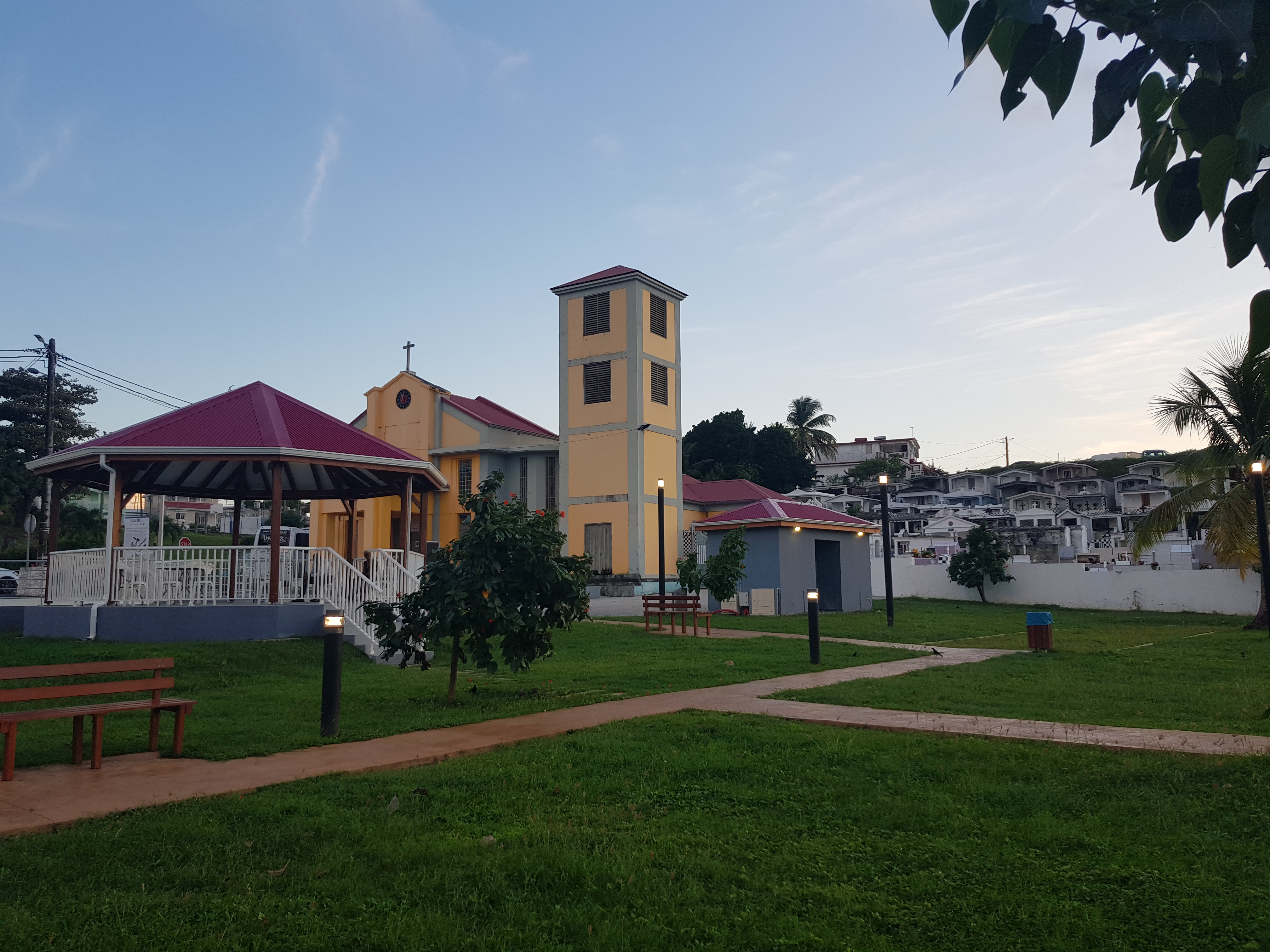
Église Saint-Denis d'Anse-Bertrand

- Église Saint-Denis d'Anse-Bertrand. L'église est dédiée à saint Denis de Paris.
- La commune présente des paysages naturels remarquables comme l'anse Castalia et la pointe de la Grande Vigie situées à l'extrême nord de l'île, dont le paysage est constitué de falaises hautes de 80 mètres qui plongent dans l'océan Atlantique et la pointe de la Petite Vigie classée au Conservatoire du Littoral. Par beau temps, il est possible de voir au loin les îles de la Désirade (50 km), d'Antigua (70 km) et de Monserrat (80 km) ; la Porte d'Enfer, qui est un petit bras de mer encerclé par des falaises où se trouve une grotte dans la falaise surnommée le trou de Madame Coco ou encore la pointe du Souffleur, constituée de geysers maritimes.
- Les principales plages de la commune sont : la plage de la Chapelle (qui constitue un spot de surf), la plage de Porte d'Enfer, l'anse Pistolet, l'anse Laborde et l'anse Colas.
- Réserve biologique dirigée du Nord Grande-Terre
- Parmi les éléments architecturaux de la commune se trouvent le port de pêche de Ravine Sable, le moulin de Beaufond, et l'habitation La Mahaudière. Par ailleurs la mairie de la commune et le square qui l'entoure sont l'œuvre de l'architecte Ali Tur, réalisés entre 1930 et 1932[23]. Le monument aux morts d'Anse-Bertrand, datant de 1935 et arborant deux bronzes (une statue du Poilu au repos de Léon Leyritz et un bas-relief du Gisant et de la Victoire de Louis Bate)[24], est inscrit aux monuments historiques en 2018.

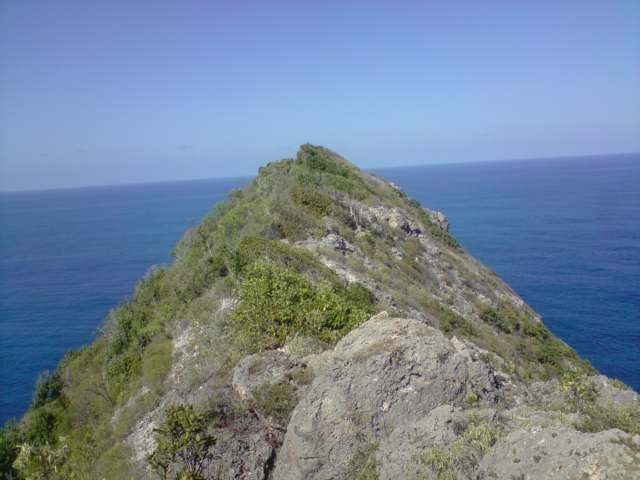
Pointe de la Grande Vigie.
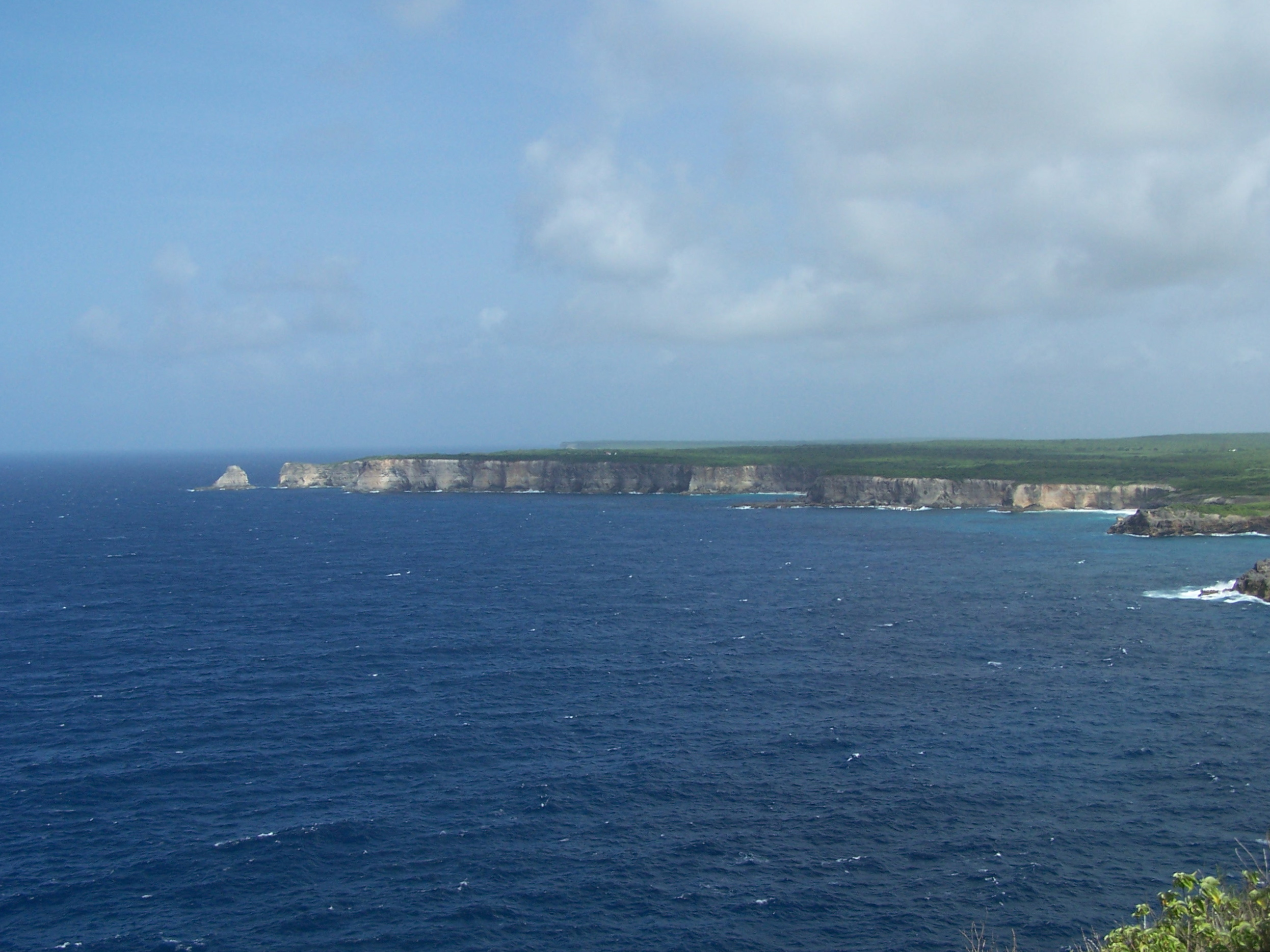
La pointe du Piton.
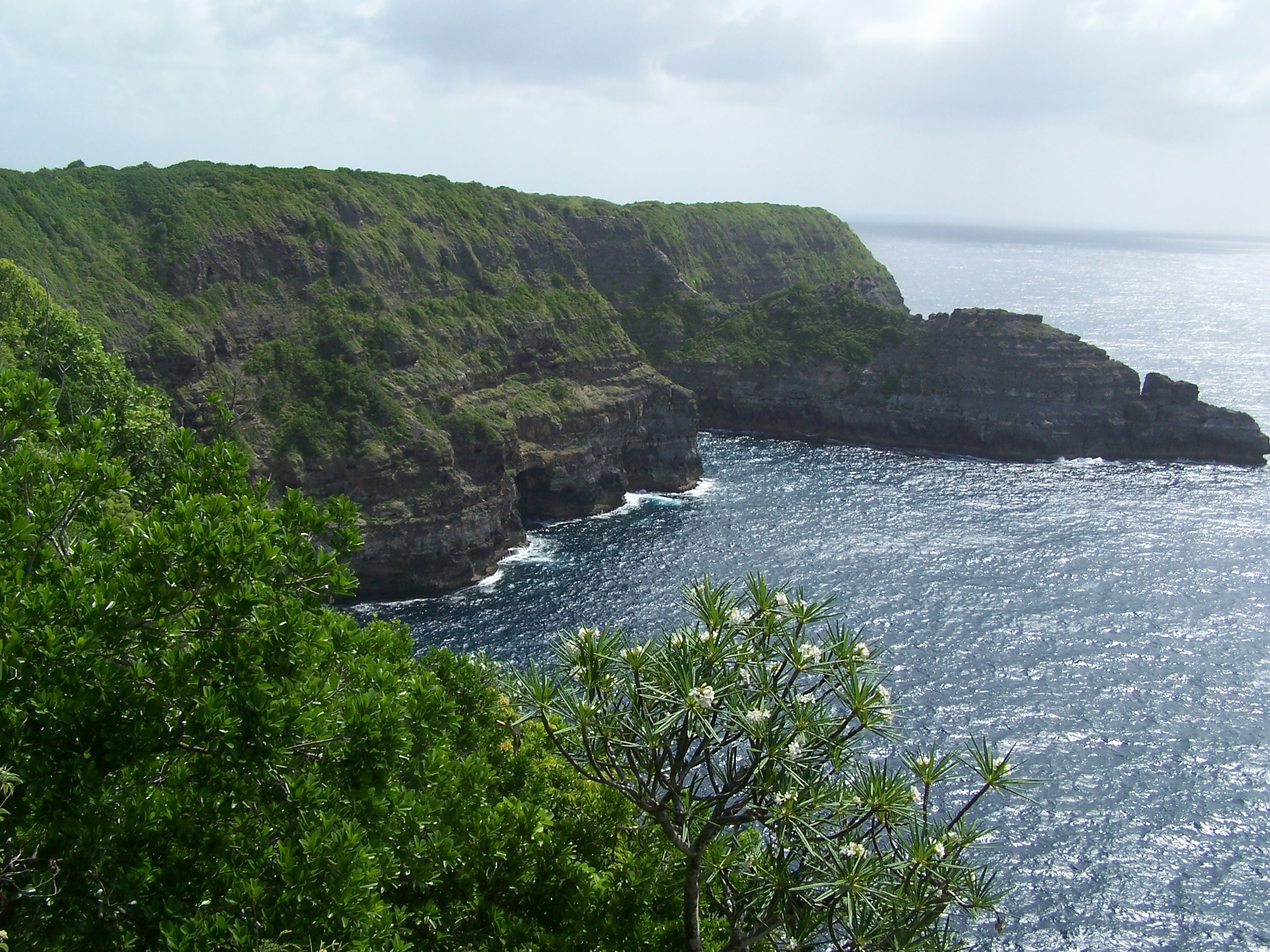
La Pointe de la Petite-Tortue.
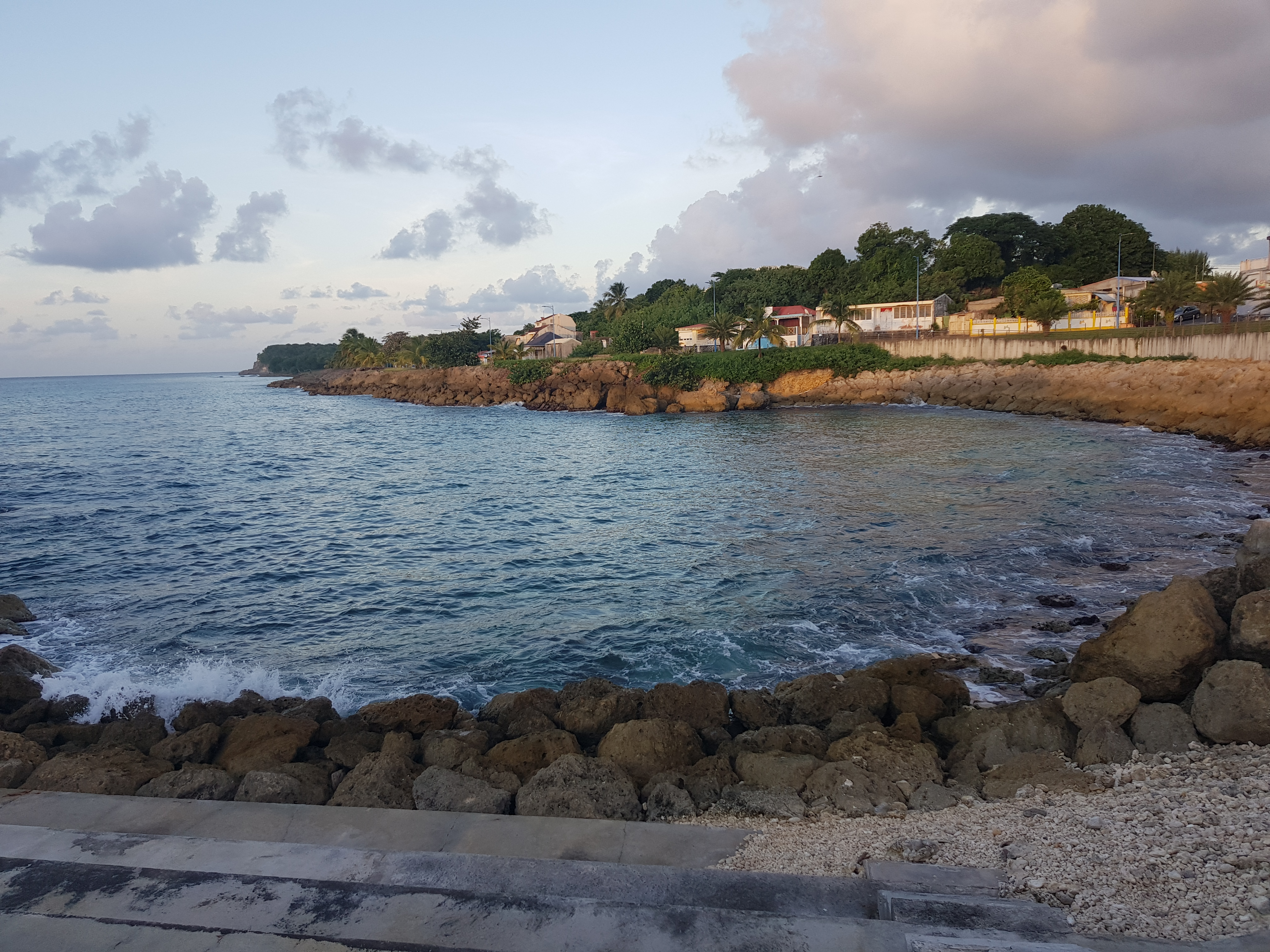
Anse-Bertrand (la baie)
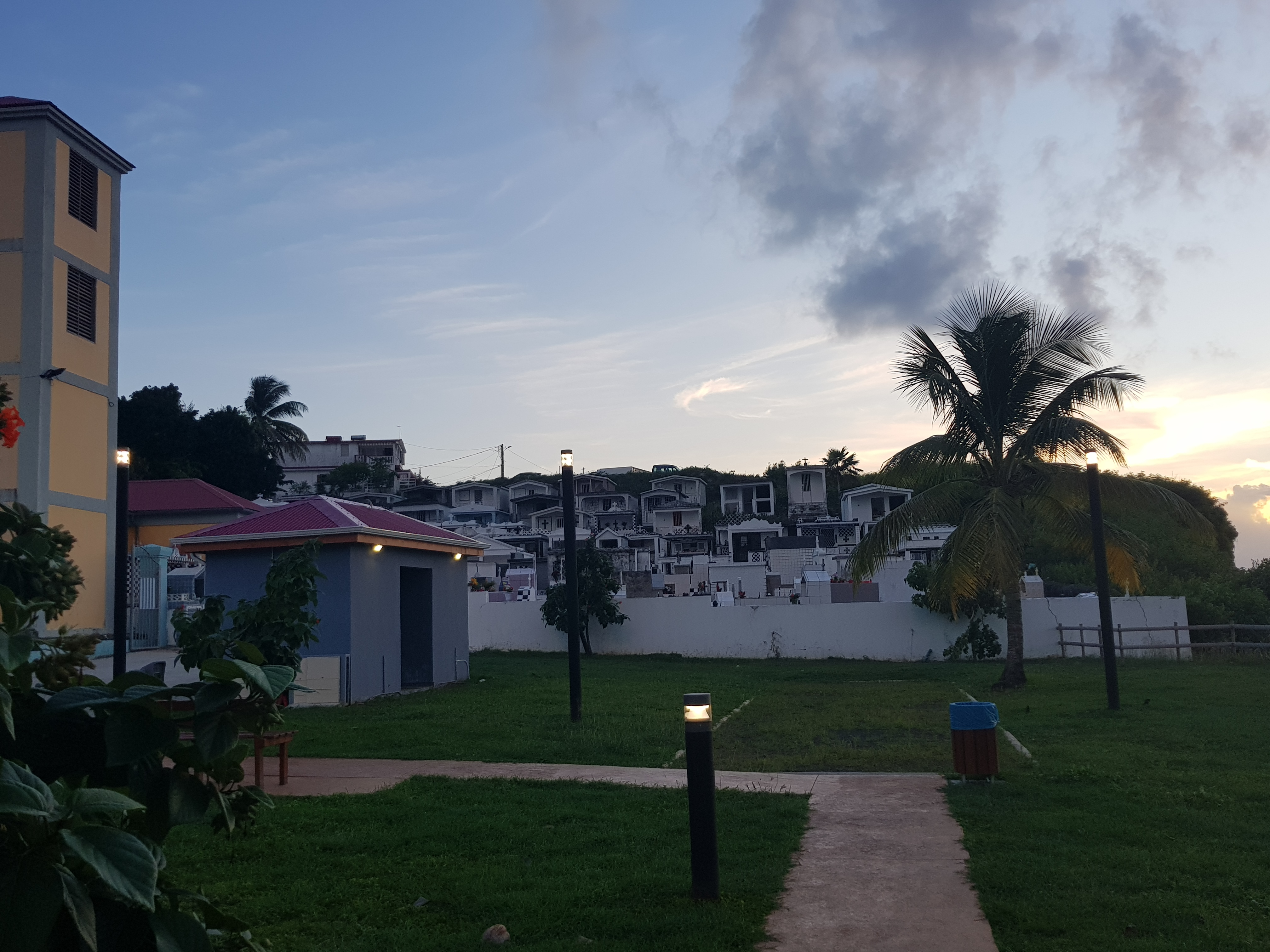
Cimetière d'Anse-Bertrand

### Personnalités liées à la commune
- Robert Carlosse (1924-2000), ancien coureur cycliste, premier vainqueur du Tour cycliste de la Guadeloupe en 1948.
- José Moustache (1932-2013), ancien maire RPR d'Anse Bertrand, ancien président du Conseil régional de Guadeloupe et ancien Député français.
- Richard Bernard (1936-2022), ancien coureur cycliste, vainqueur du Tour cycliste de la Guadeloupe en 1958.
- Serge Nubret (1938-2011), culturiste professionnel et acteur de cinéma, né à Anse-Bertrand. Surnommé la « Panthère Noire », il a notamment remporté les titres de Mr. Univers (NABBA/Londres, 1976) et de Mr. World (WBBG Pro., 1977).
- Patrick Saint-Éloi (1958-2010), un chanteur de zouk, fils des ansois Renée Marcille et Jack Saint-Éloi, ambassadeur de la musique guadeloupéenne, et dont le nom demeure associé au groupe de musique Kassav’.
- Molière Gène (1963-), coureur cycliste né à Anse-Bertrand, vainqueur du Tour cycliste international de la Guadeloupe en 1991.
- Dominik Bernard, comédien et metteur en scène, originaire d’Anse-Bertrand.
- David et Corine, un groupe de zouk composé d’un frère et d’une sœur natifs d’Anse-Bertrand, David et Corine Denin, actifs sur la scène musicale antillaise de 1980 à 1990.
- Lilian Thuram (1972-), footballeur international français, ayant évolué comme défenseur, champion du monde 1998 avec l’équipe de France, auteur de deux buts lors de la demi-finale France-Croatie de 1998 qui ont conduit la France en finale du tournoi. Thuram a passé sa petite enfance à Anse-Bertrand, qu’il quitte en 1981, à l’âge de neuf ans, pour rejoindre sa mère, parti vivre un an plus tôt dans l’Hexagone.
- Régis Maréchaux (1977-), ancien coureur cycliste amateur né à Anse-Bertrand, sacré champion de Guadeloupe en 2010 dans toutes les catégories d'âge.
- Yohann Gène (1981-), originaire d’Anse-Bertrand, premier guadeloupéen à devenir coureur cycliste professionnel, et en 2011, premier cycliste noir à participer au Tour de France[25].
- Young Chang Mc (1988-), jeune frère de David et Corine Denin, artiste de dancehall et de hip-hop. Il fut le premier artiste urbain antillais à atteindre la barre des 1 million de vues sur la plateforme de vidéo YouTube.[réf. nécessaire]

## Pour approfondir